# Peugeot Satelis Compressor

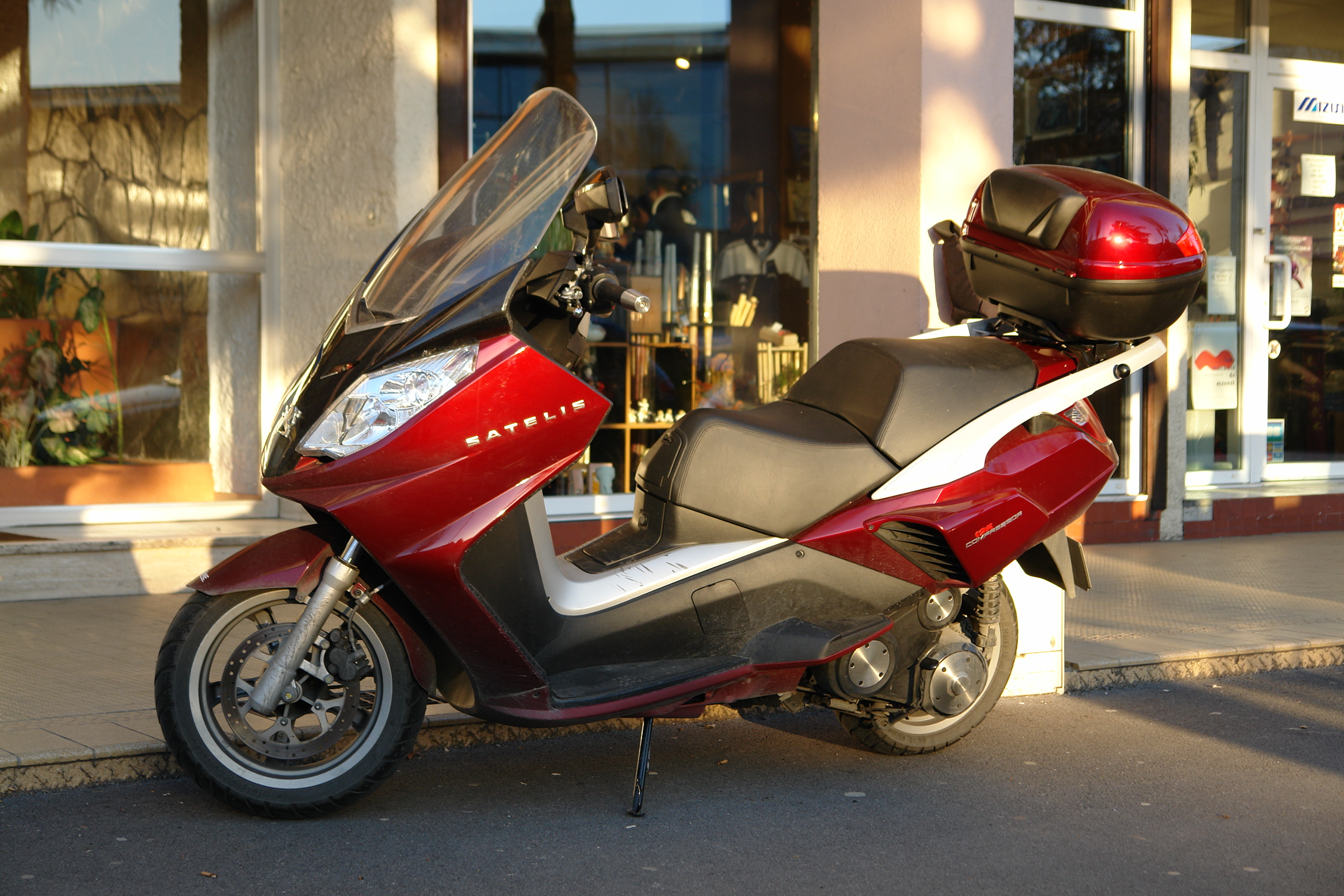
Scooter Peugeot Satelis 125 Compressor, 2007

Le Satelis Compressor (ou Kompressor), est un scooter de 125 cm3 de la marque française Peugeot.
Il existe sous deux versions, K15 donc 15 chevaux (bridés pour la loi française) mais d'origine Peugeot leur donne 22 chevaux, ce qui est équivalent à environ à un 250cm3.
Cette version différente du Satelis classique de Peugeot réside dans un compresseur qui suralimente le moteur en air, cela permet d'améliorer les performances de l'engin ainsi que d'émettre un léger sifflement à partir d'une certaine vitesse (30-40 km/h).
Dans l'esthétique, deux trappes situées de chaque côté le distingue du Satelis de base, elles lui donnent un look plus agressif.

Sa vitesse maximale non débridée atteint les 135 km/h compteur.

Sa vitesse de croisière est aux alentours des 120 km/h compteur.
| Poids               | 173 kg (à sec)                            |
| ------------------- | ----------------------------------------- |
| Moteur              | monocylindre 4T (refroidissement liquide) |
| Puissance maximale  | 15 ch à 7 700 tours par minute            |
| Réservoir d'essence | 13,5 litres                               |
| Hauteur de selle    | 784 mm                                    |
| Prix                | 4500 €                                    |
| Version Abs         | Disponible                                |

Cette édition de Peugeot n'a pas eu le succès attendu, les retrouver chez des concessionnaires devient rare. Le Satelis classique ayant déjà été un franc succès pour un prix inférieur et des options supplémentaires.
Néanmoins, cet atout lui permet d'avoir de meilleures reprises, des accélérations plus rapides au-delà de 80 km/h.
La capacité du coffre se trouve toutefois réduite, car ce même atout devient un désavantage quand on doit ranger ses affaires ou autres. Résultat, le volume est quasiment divisé en deux.
La consommation fait également un pas en avant, avec une moyenne estimée à 4,5 litres pour la version compressor (275 km) et 3,6 litres (360 km) pour la version standard.
Comme autre changement important, on note que toute la cartographie a été modifiée sur la version Compressor car elle gère également l'alimentation du compresseur.
On s'aperçoit donc qu'à l'entretien et qu'au niveau du budget, le K15 est au-dessus de son aîné.
Une modification de la série a eu lieu en 2009, afin de prévenir de la casse répétitive du moteur dont avait été victime quelques possesseurs : remplacement des roulements moteur vilebrequin et de l'embrayage.
Il existe une version black sat du K15, sortie en 2007, qui lui donne un look encore plus sportif et élégant, pour un prix supérieur de 100 euros (4600€).
La version Compressor du Satelis n'est plus produite.